# Jorge Fink
Jorge Matías Rebollo Lozano (Ciudad de México, 1 de noviembre de 1938), conocido como Jorge Fink, es un actor de cine, televisión y doblaje mexicano.

## Biografía y carrera

### Primeros años
Jorge Matías Rebollo Lozano nació el 1 de noviembre de 1938 en Ciudad de México.

### Inicios como actor
Estudió actuación con el actor Carlos Ancira, con quien debutó actoralmente en teatro en una fecha que se desconoce. Aunado a lo anterior, también se graduó como actor del Instituto Andrés Soler, perteneciente a la Asociación Nacional de Actores (ANDA). Tras graduarse y experimentar como actor teatral, su trayectoria continuó realizando varios trabajos como actor de radio en la emisora XEW-AM, donde sobresalió por un programa llamado El capitán misterio. En 1965, debutó en el cine con un papel en la cinta Llanto por Juan Indio, y en 1964, participó por primera vez en televisión con la telenovela México 1900, de la que se tienen pocos datos y se desconoce si existen grabaciones.

### Incursión en el doblaje y matrimonio
No se sabe la fecha exacta en que comenzó a desempeñarse como actor de doblaje, pero con una extensa carrera en ese ámbito, en películas destacó por producciones como Star Wars de 1977, The Empire Strikes Back de 1980, y Return of the Jedi de 1983, en las tres redoblando a Alec Guinness como Obi-Wan Kenobi, Edward Scissorhands de 1990, prestando su voz para Vincent Price en el papel del inventor, X-Men de 2000, interpretando a Ian McKellen como Eric Lehnsher / Magneto, y Men in Black de 1997 y Men in Black II de 2002, dando voz a Rip Torn como Jefe Zed: el jefe de MIB; y en series de televisión por doblar a Jerry Orbach como el detective Lennie Briscoe en Law & Order, Law & Order: Special Victims Unit, y Law & Order: Criminal Intent, y a Brian Keith como el Tío Ben de 1997 a 1998 en la quinta temporada de la serie animada Spider-Man, así también por interpretar a varios personajes episódicos en series como The Fugitive, Magnum, P.I., y Star Trek: The Next Generation.
En fecha desconocida contrajo matrimonio con la española Azucena Rodríguez, una actriz ocasional, actriz de doblaje y de radionovelas, hermana de la también actriz, Alicia Rodríguez. Juntos procrearon una hija a la que bautizaron como Azucena Rebollo Rodríguez, que al crecer, se desempeñó brevemente como actriz de doblaje. Adicionalmente, es primo del también actor de doblaje, René Sagastume.

### Proyectos y vida posterior
Fuera del doblaje, como actor emergió significativamente en distinción por el filme La fórmula de Rasputín (2001), y en televisión por sus actuaciones como actor de reparto en telenovelas como La venganza (1977), Te dejaré de amar (1996), Las Bravo (2014), y Las Malcriadas (2017), y en series de televisión por Capadocia (2008), La Teniente (2012), Lo que callamos las mujeres (2015), Un día cualquiera (2016), e Historia de un crimen: La búsqueda (2020), esta última producida por Netflix.
Del 27 de junio de 2001, al 26 de junio de 2007, fungió como vocal de la Asociación Nacional de Intérpretes (ANDI), durante la gestión de Humberto Zurita como presidente del décimo consejo directivo de dicha institución. En 2011, presentó un monólogo teatral titulado Shylock el judío, basado en el personaje creado por William Shakespeare, mismo que tuvo buena recepción por parte del público, al punto de repetirlo y presentarlo en varios teatros de Ciudad de México durante una temporada que duró hasta 2013.
En 2021, fungió como miembro de la comisión electoral de la Asociación Nacional de Actores (ANDA). Un año después, en 2022, interpretó a Tito Tavares «el Tama», un personaje de apoyo en la serie de televisión Lotería del crimen. Fink retomó el mismo papel en la segunda temporada de la producción, estrenada el 6 de noviembre de 2023. Una tercera temporada de la antedicha serie fue lanzada el 10 de junio de 2024, y Fink nuevamente apareció en el proyecto caracterizando a su personaje, siendo esta su última etapa en la emisión. El 2 de julio, se reportó el fallecimiento de su esposa Azucena.

## Filmografía

### Actuación

#### Cine
| Año  | Título                 | Papel                 | Notas        |
| ---- | ---------------------- | --------------------- | ------------ |
| 1965 | Llanto por Juan Indio  | Personaje desconocido | [ 31 ]       |
| 1986 | Matanza en Matamoros   | Personaje desconocido | [ 32 ]       |
| 1988 | Citando a la muerte    | Personaje desconocido | [ 33 ]       |
| 1999 | Amor de mis amores     | Personaje desconocido | [ 34 ]       |
| 2001 | La fórmula de Rasputín | Otilio                |              |
| 2009 | El viejo               | El viejo              | Cortometraje |
| 2010 | Mejor Ponte a Trabajar | Isma                  | Cortometraje |

#### Televisión
| Año       | Título                             | Papel                                         | Notas                              |
| --------- | ---------------------------------- | --------------------------------------------- | ---------------------------------- |
| 1964      | México 1900                        | Román                                         |                                    |
| 1972      | El carruaje                        | Francisco Zarco / Sarcedote                   | [ 35 ]                             |
| 1977      | La venganza                        | Padre Julián                                  |                                    |
| 1986      | Lista negra                        | Chano                                         |                                    |
| 1988–1989 | Dulce desafío                      | Miguel Zenteno                                |                                    |
| 1992      | Papá soltero                       | Amigo 2                                       | Tres episodios                     |
| 1992      | De frente al sol                   | Teniente                                      |                                    |
| 1996      | Te dejaré de amar                  | Ramiro                                        |                                    |
| 2002      | Feliz Navidad, mamá                | Nicolás                                       | Miniserie perdida                  |
| 2007      | Cambio de Vida                     | Personaje desconocido                         |                                    |
| 2007      | Cielo                              | Viejo                                         | Telefilme                          |
| 2008      | Capadocia                          | Jefe de Joel                                  | Episodio: «La elegida»             |
| 2012      | La Teniente                        | Juez                                          | Dos episodios                      |
| 2014      | Las Bravo                          | Luis                                          |                                    |
| 2015      | Lo que callamos las mujeres        | Román                                         | Episodio: «Muñequitas de aparador» |
| 2016      | Un día cualquiera                  | Eladio                                        | Episodio: «Herencia»               |
| 2017      | Las Malcriadas                     | Fermín Rojas                                  |                                    |
| 2017      | Érase una vez                      | Anselmo                                       | Episodio: «La bella durmiente»     |
| 2020      | Historia de un crimen: La búsqueda | Encargado del archivo del noticiero TV Centro | Episodio: «El show debe continuar» |
| 2022–2024 | Lotería del crimen                 | Tito Tavares «el Tama»                        |                                    |

### Doblaje

#### Dirección
| Año  | Título  | Empresa          |
| ---- | ------- | ---------------- |
| 1986 | The Fly | Procineas S.C.L. |

#### Cine
| Año de trabajo | Título                                                                    | Papel                                                             | Actor doblado                  | Notas                               |
| -------------- | ------------------------------------------------------------------------- | ----------------------------------------------------------------- | ------------------------------ | ----------------------------------- |
| 1938           | A Christmas Carol                                                         | Ebenezer Scrooge                                                  | Reginald Owen                  |                                     |
| 1940           | The Grapes of Wrath                                                       | «Pa» Joad                                                         | Russell Simpson                |                                     |
| 1940           | The Philadelphia Story                                                    | Sidney Kidd                                                       | Henry Daniell                  |                                     |
| 1942           | Across the Pacific                                                        | Doctor Lorenz                                                     | Sydney Greenstreet             |                                     |
| 1951           | Westward the Women                                                        | Roy E. Whitman                                                    | John McIntire                  |                                     |
| 1951           | On the Riviera                                                            | Gapeaux                                                           | Sig Ruman                      |                                     |
| 1952           | What Price Glory                                                          | Lipinsky                                                          | Wally Vernon                   |                                     |
| 1954           | There's No Business Like Show Business                                    | Eddie Dugan                                                       | Frank McHugh                   |                                     |
| 1956           | Around the World in 80 Days                                               | Miembro del club reforma                                          | Ronald Squire                  |                                     |
| 1956           | The Catered Affair                                                        | Tom Hurley                                                        | Ernest Borgnine                |                                     |
| 1961           | Wild in the Country                                                       | Profesor Joe B. Larson                                            | Alan Napier                    | Doblaje original                    |
| 1962           | The Manchurian Candidate                                                  | Mayor Bennett Marco                                               | Frank Sinatra                  |                                     |
| 1962           | The Trial                                                                 | Inspector A                                                       | Arnoldo Foà                    |                                     |
| 1963           | From Russia with Love                                                     | Q                                                                 | Desmond Llewelyn               | Redoblaje                           |
| 1964           | A Fistful of Dollars                                                      | Silvanito                                                         | José Calvo                     |                                     |
| 1966           | Return of the Seven                                                       | Lopez                                                             | Rodolfo Acosta                 |                                     |
| 1968           | The Party                                                                 | Fred Clutterbuck                                                  | J. Edward McKinley             |                                     |
| 1971           | Macbeth                                                                   | Primer asesino                                                    | Michael Balfour                | Doblaje original                    |
| 1972           | Everything You Always Wanted to Know About Sex* (*But Were Afraid to Ask) | Sam Musgrave                                                      | Lou Jacobi                     |                                     |
| 1972           | The Godfather                                                             | Moe Greene / Nazorine                                             | Alex Rocco / Vito Scotti       | Doblaje original                    |
| 1972           | The Magnificent Seven Ride!                                               | Jim MacKay                                                        | Ralph Waite                    |                                     |
| 1973           | Bequest to the Nation                                                     | Lord Minto                                                        | Anthony Quayle                 |                                     |
| 1973           | Cops and Robbers                                                          | Pasquale «Patsy» Aniello                                          | John P. Ryan                   |                                     |
| 1973           | Badge 373                                                                 | Teniente Scanlon                                                  | Eddie Egan                     |                                     |
| 1973           | Charley and the Angel                                                     | Ernie                                                             | Edward Andrews                 |                                     |
| 1973           | Save the Tiger                                                            | Charlie Robbins                                                   | Thayer David                   |                                     |
| 1973           | The Three Musketeers                                                      | Primer mosquetero                                                 | Ben Aris                       |                                     |
| 1974           | Chinatown                                                                 | Barbero                                                           | George Justin                  |                                     |
| 1975           | Love and Death                                                            | General Leveque                                                   | Howard Vernon                  |                                     |
| 1976           | 1900                                                                      | Pioppi                                                            | Pietro Longari Ponzoni         |                                     |
| 1976           | The Last Tycoon                                                           | Kino                                                              | Lloyd Kino                     |                                     |
| 1976           | The Pink Panther Strikes Again                                            | Presidente de los Estados Unidos                                  | Dick Crockett                  |                                     |
| 1977           | Annie Hall                                                                | Padre de Alvy                                                     | Mordecai Lawner                |                                     |
| 1977           | A Bridge Too Far                                                          | Frederick Browning / Oficial meteorólogo, RAF, ejército británico | Dirk Bogarde / Denholm Elliott |                                     |
| 1977           | Star Wars                                                                 | Obi-Wan Kenobi                                                    | Alec Guinness                  | Redoblaje                           |
| 1978           | The Wiz                                                                   | Mago de Oz                                                        | Richard Pryor                  |                                     |
| 1978           | Game of Death                                                             | Tío Henry Lo                                                      | Roy Chiao                      | Doblaje original                    |
| 1978           | Oliver's Story                                                            | Señor Gentilano                                                   | Sully Boyar                    |                                     |
| 1978           | The End                                                                   | Dr. James Maneet                                                  | Carl Reiner                    |                                     |
| 1979           | Being There                                                               | Wilson                                                            | Richard Venture                |                                     |
| 1979           | Jesús                                                                     | Simón Pedro                                                       | Niko Nitai                     | Redoblaje                           |
| 1979           | Cuba                                                                      | José Pulido                                                       | Walter Gotell                  |                                     |
| 1979           | A Force of One                                                            | Dan Rollins                                                       | Ron O'Neal                     |                                     |
| 1979           | Manhattan                                                                 | Dennis                                                            | Michael O'Donoghue             |                                     |
| 1979           | Wanda Nevada                                                              | Ruby Muldoon                                                      | Luke Askew                     |                                     |
| 1980           | Used Cars                                                                 | Señor Chertner                                                    | Woodrow Parfrey                |                                     |
| 1980           | Inferno                                                                   | Kazanian                                                          | Sacha Pitoëff                  |                                     |
| 1980           | The Empire Strikes Back                                                   | Obi-Wan Kenobi                                                    | Alec Guinness                  | Redoblaje                           |
| 1981           | The French Lieutenant's Woman                                             | Señor Ernest Freeman                                              | Peter Vaughan                  |                                     |
| 1981           | The Four Seasons                                                          | Jack Burroughs                                                    | Alan Alda                      |                                     |
| 1981           | Nighthawks                                                                | Teniente Munafo                                                   | Joe Spinell                    | Doblaje original                    |
| 1981           | Taps                                                                      | Comisario                                                         | James Handy                    |                                     |
| 1981           | History of the World, Part I                                              | Swiftus                                                           | Ron Carey                      |                                     |
| 1981           | Mystery on Monster Island                                                 | Flynt                                                             | Paul Naschy                    |                                     |
| 1981           | Halloween II                                                              | Samuel Loomis                                                     | Donald Pleasence               | Doblaje original                    |
| 1982           | Trail of the Pink Panther                                                 | Presidente Sandover Haleesh                                       | Harold Kasket                  |                                     |
| 1982           | Dead Men Don't Wear Plaid                                                 | Philip Marlowe                                                    | Humphrey Bogart                |                                     |
| 1982           | Missing                                                                   | Ed Horman                                                         | Jack Lemmon                    | Doblaje original                    |
| 1983           | Twice Upon a Time                                                         | Synonamess Botch                                                  | Marshall Efron                 | Película animada                    |
| 1983           | Return of the Jedi                                                        | Obi Wan Kenobi                                                    | Alec Guinness                  | Redoblaje                           |
| 1983           | Doctor Detroit                                                            | «Smooth» Walker                                                   | Howard Hesseman                |                                     |
| 1983           | The Sting II                                                              | Fargo Gondorff                                                    | Jackie Gleason                 |                                     |
| 1983           | Smokey and the Bandit Part 3                                              | Comisario del condado de Montague Buford T. Juez de Texas         | Jackie Gleason                 |                                     |
| 1983           | Videodrome                                                                | Dr. Brian O'Blivion                                               | Jack Creley                    | Doblaje original                    |
| 1983           | D.C. Cab                                                                  | Xavier                                                            | Paul Rodríguez                 |                                     |
| 1983           | Nightmares                                                                | Voz del obispo                                                    | James Tolkan                   | Segmento: «El obispo de la batalla» |
| 1983           | Scarface                                                                  | Mel Bernstein                                                     | Harris Yulin                   | Doblaje original                    |
| 1983           | Flashdance                                                                | Sacerdote                                                         | Bob Harks                      |                                     |
| 1983           | Yentl                                                                     | Rabino Alter Vishkower                                            | Steven Hill                    |                                     |
| 1983           | The Osterman Weekend                                                      | Maxwell Danforth                                                  | Burt Lancaster                 |                                     |
| 1983           | Jaws 3-D                                                                  | Calvin Bouchard                                                   | Louis Gossett, Jr.             |                                     |
| 1983           | To Be or Not to Be                                                        | Sargento Erhardt                                                  | Charles Durning                |                                     |
| 1984           | Top Secret!                                                               | General Streck                                                    | Jeremy Kemp                    |                                     |
| 1984           | Once Upon a Time in America                                               | Joe                                                               | Burt Young                     |                                     |
| 1984           | Dreamscape                                                                | El presidente                                                     | Eddie Albert                   |                                     |
| 1984           | Hard to Hold                                                              | Johnny Lawson                                                     | Albert Salmi                   |                                     |
| 1984           | Draw!                                                                     | Sam Starret                                                       | James Coburn                   |                                     |
| 1984           | Tank                                                                      | Sargento Mayor de Comando Zack Carey                              | James Garner                   |                                     |
| 1985           | Warning Sign                                                              | Mayor Connolly                                                    | Yaphet Kotto                   |                                     |
| 1985           | A Room with a View                                                        | Sr. Emerson                                                       | Denholm Elliott                | Doblaje original                    |
| 1985           | The Doctor and the Devils                                                 | Timothy Broom                                                     | Stephen Rea                    |                                     |
| 1985           | Cat's Eye                                                                 | Dr. Vinny Donatti                                                 | Alan King                      | Doblaje original                    |
| 1985           | Baby: Secret of the Lost Legend                                           | Dr. Pierre Dubois                                                 | Edward Hardwicke               |                                     |
| 1985           | Alamo Bay                                                                 | Wally Scheer                                                      | Donald Moffat                  |                                     |
| 1985           | Lifeforce                                                                 | Dr. Armstrong                                                     | Patrick Stewart                | Doblaje original                    |
| 1985           | Silverado                                                                 | Carter                                                            | Bill Thurman                   |                                     |
| 1985           | Commando                                                                  | Bennett                                                           | Vernon Wells                   |                                     |
| 1985           | Fletch                                                                    | Jefe Jerry Karlin                                                 | Joe Don Baker                  |                                     |
| 1985           | Ladyhawke                                                                 | Obispo de Aquila                                                  | John Wood                      | Doblaje de 20th Century Fox         |
| 1985           | Out of Africa                                                             | Lord Delamere                                                     | Michael Gough                  | Doblaje original                    |
| 1985           | Brewster's Millions                                                       | Rupert Horn                                                       | Hume Cronyn                    | Doblaje original                    |
| 1985           | Agnes of God                                                              | Juez José Leveau                                                  | Guy Hoffman                    |                                     |
| 1986           | Club Paradise                                                             | Primer ministro Salomón «Sol» Gundy                               | Adolph Caesar                  |                                     |
| 1986           | God's Outlaw                                                              | Rey Henry VIII                                                    | Keith Barron                   |                                     |
| 1986           | Brighton Beach Memoirs                                                    | Jacob «Jack» Jerome, de 40 años: el padre de Eugene               | Bob Dishy                      |                                     |
| 1986           | The Park Is Mine                                                          | Eubanks                                                           | Yaphet Kotto                   |                                     |
| 1986           | The Name of the Rose                                                      | Jorge de Burgos                                                   | Feodor Chaliapin Jr.           |                                     |
| 1986           | The Mission                                                               | Cardenal Altamarino                                               | Ray McAnally                   |                                     |
| 1986           | Big Trouble in Little China                                               | Egg Shen                                                          | Victor Wong                    |                                     |
| 1986           | The Manhattan Project                                                     | Teniente coronel conroy                                           | John Mahoney                   |                                     |
| 1986           | The Fly                                                                   | Marky                                                             | George Chuvalo                 |                                     |
| 1987           | Less Than Zero                                                            | Robert Wells                                                      | Michael Greene                 |                                     |
| 1987           | Stakeout                                                                  | Detective Phil Coldshank                                          | Dan Lauria                     |                                     |
| 1987           | The Pick-up Artist                                                        | «Flash» Jensen                                                    | Dennis Hopper                  |                                     |
| 1987           | The Lost Boys                                                             | Abuelo                                                            | Barnard Hughes                 |                                     |
| 1987           | Wall Street                                                               | Harry Lynch                                                       | James Karen                    |                                     |
| 1987           | Raising Arizona                                                           | Leonard Smalls                                                    | Randall «Tex» Cobb             |                                     |
| 1987           | The Princess Bride                                                        | El albino                                                         | Mel Smith                      | Doblaje original                    |
| 1988           | Die Hard                                                                  | Hans Gruber                                                       | Alan Rickman                   |                                     |
| 1988           | License to Drive                                                          | Sr. Robert Anderson                                               | Richard Masur                  |                                     |
| 1988           | Cocoon: The Return                                                        | Ben Luckett                                                       | Wilford Brimley                |                                     |
| 1989           | Do the Right Thing                                                        | El alcalde                                                        | Ossie Davis                    |                                     |
| 1989           | An Innocent Man                                                           | Joseph Donatelli                                                  | J. J. Johnston                 | Redoblaje                           |
| 1989           | The Fly II                                                                | Anton Bartok                                                      | Lee Richardson                 |                                     |
| 1989           | Always                                                                    | Dave                                                              | Roberts Blossom                |                                     |
| 1989           | Relentless                                                                | Ike Taylor                                                        | Beau Starr                     |                                     |
| 1989           | How I Got into College                                                    | Entrenador Evans                                                  | Brian Doyle-Murray             |                                     |
| 1989           | The Gods Must Be Crazy II                                                 | «Big Ben» Brenner                                                 | Lourens Swanepoel              | Redoblaje                           |
| 1990           | Die Hard 2                                                                | Capitán Carmine Lorenzo                                           | Dennis Franz                   |                                     |
| 1990           | Edward Scissorhands                                                       | El inventor                                                       | Vincent Price                  |                                     |
| 1990           | Habana                                                                    | Meyer Lansky                                                      | Mark Rydell                    |                                     |
| 1991           | Career Opportunities                                                      | Roger Roy McClellan                                               | Noble Willingham               |                                     |
| 1991           | Beastmaster 2: Through the Portal Time                                    | Arklon                                                            | Wings Hauser                   | Doblaje original                    |
| 1991           | Bingo                                                                     | Fiscal                                                            | Norman Browning                |                                     |
| 1991           | Bugsy                                                                     | Dominic                                                           | Robert Glaudini                |                                     |
| 1992           | Article 99                                                                | Inspector general                                                 | Noble Willingham               |                                     |
| 1992           | Hurricane Smith                                                           | Charlie Dowd                                                      | Jürgen Prochnow                |                                     |
| 1992           | Innocent Blood                                                            | Jacko                                                             | Tony Sirico                    |                                     |
| 1992           | Hero                                                                      | Winston                                                           | Maury Chaykin                  |                                     |
| 1992           | Shining Through                                                           | Alcalde Kernohan                                                  | William Hope                   |                                     |
| 1992           | Toys                                                                      | Teniente general Leland Zevo                                      | Michael Gambon                 |                                     |
| 1992           | Radio Flyer                                                               | Gerente de la cafetería                                           | Steve Kahan                    |                                     |
| 1992           | Mary Shelley's Frankenstein                                               | Profesor Waldman                                                  | John Cleese                    |                                     |
| 1992           | Basic Instinct                                                            | Teniente Phillip Walker                                           | Denis Arndt                    |                                     |
| 1992           | Leaving Normal                                                            | Walt                                                              | James Gammon                   |                                     |
| 1992           | A Few Good Men                                                            | Comandante (Dr.) Stone, USN, MC                                   | Christopher Guest              |                                     |
| 1993           | Sleepless in Seattle                                                      | Jay Mathews                                                       | Rob Reiner                     |                                     |
| 1993           | Son of the Pink Panther                                                   | Jefe de policía Charles Lazar                                     | Anton Rodgers                  |                                     |
| 1994           | Trial by Jury                                                             | «Limpy» DeMarco                                                   | John Capodice                  |                                     |
| 1994           | Guarding Tess                                                             | Howard Schaeffer                                                  | James Rebhorn                  |                                     |
| 1994           | True Lies                                                                 | Spencer Trilby                                                    | Charlton Heston                | Doblaje de Universal                |
| 1994           | Being Human                                                               | don Paulo                                                         | Héctor Elizondo                |                                     |
| 1994           | The Paper                                                                 | Bernie White                                                      | Robert Duvall                  |                                     |
| 1994           | It Could Happen to You                                                    | Alcalde                                                           | Willie Colón                   |                                     |
| 1995           | Casino                                                                    | Billy Sherbert                                                    | Don Rickles                    |                                     |
| 1995           | Jury Duty                                                                 | Tío Sal                                                           | Andrew Dice Clay               |                                     |
| 1995           | Under Siege 2: Dark Territory                                             | Técnico número 1                                                  | D. C. Douglas                  |                                     |
| 1995           | Crimson Tide                                                              | Almirante Williams                                                | Tommy Bush                     |                                     |
| 1996           | Mars Attacks!                                                             | General Decker                                                    | Rod Steiger                    |                                     |
| 1996           | My Fellow Americans                                                       | Presidente Matt Douglas                                           | James Garner                   |                                     |
| 1997           | George of the Jungle                                                      | Kwame                                                             | Richard Roundtree              |                                     |
| 1997           | Dante's Peak                                                              | Comisario Turner                                                  | Bill Bolender                  |                                     |
| 1997           | Men in Black                                                              | Jefe Zed: el jefe de MIB                                          | Rip Torn                       |                                     |
| 1999           | My Favorite Martian                                                       | Capitán Dalton                                                    | Troy Evans                     |                                     |
| 2000           | X-Men                                                                     | Eric Lehnsher / Magneto                                           | Ian McKellen                   |                                     |
| 2000           | The Pooch and the Pauper                                                  | Willy Wishbow                                                     | Vincent Schiavelli             |                                     |
| 2000           | O auto da Compadecida                                                     | Cabo Setenta                                                      | Aramis Trindade                |                                     |
| 2001           | Just Visiting                                                             | Dr. Brady                                                         | George Plimpton                |                                     |
| 2001           | Time Lapse                                                                | Dr. Scott Warren                                                  | Haskell V. Anderson III        |                                     |
| 2002           | The Rookie                                                                | Cal                                                               | David Blackwell                |                                     |
| 2002           | Point of Origin                                                           | Jefe Gray                                                         | Ronny Cox                      | Telfilme                            |
| 2002           | Men in Black II                                                           | Jefe Zed: el jefe del MIB                                         | Rip Torn                       |                                     |
| 2005           | Va, vis et deviens                                                        | Qes Amhra                                                         | Yitzhak Edgar                  |                                     |
| 2006           | The Hoax                                                                  | Noah Dietrich                                                     | Eli Wallach                    |                                     |
| 2006           | Zwartboek                                                                 | Sr. Smaal                                                         | Dolf de Vries                  |                                     |
| 2006           | The Queen                                                                 | Felipe de Edimburgo                                               | James Cromwell                 | Versión de Miramax                  |
| 2007           | Becoming Jane                                                             | Reverendo George Austen                                           | James Cromwell                 |                                     |
| 2008           | The X-Files: I Want to Believe                                            | Walter Skinner                                                    | Mitch Pileggi                  |                                     |
| 2008           | Choke                                                                     | Phil                                                              | Joel Grey                      |                                     |
| 2009           | All About Steve                                                           | Sr. Horowitz                                                      | Howard Hesseman                |                                     |
| 2010           | Secretariat                                                               | Ogden Phipps                                                      | James Cromwell                 |                                     |
| 2015           | Star Wars: The Force Awakens                                              | Obi-Wan Kenobi                                                    | Alec Guinness                  | Voz en video de archivo             |
| 2016           | Zoolander 2                                                               | Valentino                                                         | Valentino                      |                                     |

#### Televisión
| Año de trabajo   | Título                                                           | Papel                             | Actor doblado                 | Notas                        |
| ---------------- | ---------------------------------------------------------------- | --------------------------------- | ----------------------------- | ---------------------------- |
| 1963–66          | The Fugitive (redoblaje)                                         | Alguacil Bradley                  | R. G. Armstrong               | Temporada 1, episodio 3      |
| 1963–66          | The Fugitive (redoblaje)                                         | Lester Rand                       | Bernard Kates                 | Temporada 1, episodio 14     |
| 1963–66          | The Fugitive (redoblaje)                                         | Teniente Hess                     | David Sheiner                 | Temporada 2, episodio 6      |
| 1963–66          | The Fugitive (redoblaje)                                         | Ballinger                         | Harry Townes                  | Temporada 2, episodio 20     |
| 1963–66          | The Fugitive (redoblaje)                                         | Sirna Kolrami                     | Jack Klugman                  | Temporada 2, episodio 24     |
| 1963–66          | The Fugitive (redoblaje)                                         | Lou Cartwright                    | Milton Selzer                 | Temporada 2, episodio 30     |
| 1963–66          | The Fugitive (redoblaje)                                         | Burton Green                      | Frank Aletter                 | Temporada 3, episodio 4      |
| 1963–66          | The Fugitive (redoblaje)                                         | Nick Jackson                      | Arch Johnson                  | Temporada 3, episodio 19     |
| 1963–66          | The Fugitive (redoblaje)                                         | Harry Andresen                    | Andrew Duggan                 | Temporada 3, episodio 21     |
| c. 1979–1981     | Gordian El Guerrero                                              | Coronel Hannonji                  | Hiroshi Masuoka               | Anime                        |
| 1982–87          | Magnum, P.I.                                                     | Piloto                            | Steven Wilson                 | Temporada 3, episodio 20     |
| 1982–87          | Magnum, P.I.                                                     | Detective Luther H. Gillis        | Eugene Roche                  | Temporada 4 y 8              |
| 1982–87          | Magnum, P.I.                                                     | Oficial naval                     | Bud Ralston                   | Temporada 4, episodio 1      |
| 1982–87          | Magnum, P.I.                                                     | William Skuler                    | Blackie Dammett               | Temporada 4, episodio 3      |
| 1982–87          | Magnum, P.I.                                                     | Oficial de policía Riley          | Douglas Mossman               | Temporada 4, episodio 4      |
| 1982–87          | Magnum, P.I.                                                     | Hombre curpulento                 | Jack Hisatake                 | Temporada 4, episodio 5      |
| 1982–87          | Magnum, P.I.                                                     | Frank                             | Ed Ka'ahea                    | Temporada 4, episodio 15     |
| 1982–87          | Magnum, P.I.                                                     | Spence Nelson                     | Robert Gleason                | Temporada 4, episodio 21     |
| 1982–87          | Magnum, P.I.                                                     | Joyero                            | Robert Harker                 | Temporada 5, episodio 3      |
| 1982–87          | Magnum, P.I.                                                     | Artie                             | Gary Pagett                   | Temporada 5, episodio 10     |
| 1982–87          | Magnum, P.I.                                                     | Detective Sam McKee               | J.A. Preston                  | Temporada 7, episodios 1 y 2 |
| 1982–87          | Magnum, P.I.                                                     | Nelson                            | Tim Rossovich                 | Temporada 7, episodio 3      |
| 1982–87          | Magnum, P.I.                                                     | Capitán de policía Frank Browning | Ramon Bieri                   | Temporada 7, episodio 9      |
| 1982–87          | Magnum, P.I.                                                     | Agente John Estin                 | Bob Fimiani                   | Temporada 7, episodio 11     |
| 1982–87          | Magnum, P.I.                                                     | Sargento retirado Michael Doheny  | Frank Sinatra                 | Temporada 7, episodio 18     |
| 1982–87          | Magnum, P.I.                                                     | Dennis Parker                     | Mark Stevens                  | Temporada 7, episodio 20     |
| 1982–87          | Magnum, P.I.                                                     | Frank Foley                       | Lyman Ward                    | Temporada 7, episodio 21     |
| 1982–87          | Magnum, P.I.                                                     | Edward T. Durant                  | John Beck                     | Temporada 7, episodio 22     |
| 1982–87          | Magnum, P.I.                                                     | Coronel Buck Greene               | Lance LeGault                 | Temporada 8                  |
| 1982–87          | Magnum, P.I.                                                     | Joe Hatten                        | Kenneth McMillan              | Temporada 8, episodio 3      |
| 1982–87          | Magnum, P.I.                                                     | David Kaimi                       | Douglas Mossman               | Temporada 8, episodio 5      |
| 1984             | Oshin                                                            | Sakuzo                            | Shirô Itô                     | Telenovela japonesa          |
| 1986             | The Ted Kennedy Jr. Story                                        | Doctor Bill Reed                  | Dennis Creaghan               | Telefilme                    |
| 1986             | Brotherhood of Justice                                           | Sheriff                           | Jim Haynie (doblaje original) | Telefilme                    |
| 1987, 1989, 1991 | Star Trek: The Next Generation                                   | Q                                 | John de Lancie                | Temporada 1, episodio 1      |
| 1987, 1989, 1991 | Star Trek: The Next Generation                                   | Selay                             | James McElroy                 | Temporada 1, episodio 7      |
| 1987, 1989, 1991 | Star Trek: The Next Generation                                   | T'Jon                             | Merritt Butrick               | Temporada 1, episodio 21     |
| 1987, 1989, 1991 | Star Trek: The Next Generation                                   | Texano                            | Noble Willingham              | Temporada 2, episodio 12     |
| 1987, 1989, 1991 | Star Trek: The Next Generation                                   | Sirna Kolrami                     | Roy Brocksmith                | Temporada 2, episodio 21     |
| 1987, 1989, 1991 | Star Trek: The Next Generation                                   | Hal Moseley                       | Stefan Gierasch               | Temporada 5, episodio 9      |
| 1988             | Going to the Chapel                                              | Sr. Palmer                        | Earl Boen                     | Telefilme                    |
| 1988             | Inherit the Wind                                                 | Alcalde                           | Don Hood                      | Telefilme                    |
| 1989             | Bionic Showdown: The Six Million Dollar Man and the Bionic Woman | General McAllister                | Robert Lansing                | Telefilme                    |
| 1989             | My Name Is Bill W.                                               | Frank Shaw                        | George Coe                    | Telefilme                    |
| 1990             | The Lookalike                                                    | Jack Needam                       | C.K. Bibby                    | Telefilme                    |
| 1991             | The Haunted                                                      | John Smurl                        | George D. Wallace             | Telefilme                    |
| 1992             | Sinatra                                                          | Tommy Dorsey                      | Bob Gunton                    | Miniserie                    |
| 1992–2002        | Law & Order                                                      | Detective Lennie Briscoe          | Jerry Orbach                  | Temporadas tres a doce       |
| 1994–98          | ER                                                               | Dr. David Morgenstern             | William H. Macy               | Temporadas 1 a 4             |
| 1996             | The Beast                                                        | Lucas Coven                       | Larry Drake                   | Telefilme                    |
| 1997             | The Second Civil War                                             | Jefe de staff                     | Kevin McCarthy                | Telefilme                    |
| 1997             | Sleeping with the Devil                                          | Wes Dubrovich                     | Steve Eastin                  | Telefilme                    |
| 1997–98          | Spider-Man (serie animada)                                       | Tío Ben                           | Brian Keith                   | Temporada 5                  |
| 1999             | A Christmas Carol                                                | Sr. Bennett                       | Bruce Alexander               | Telefilme                    |
| 1999–2000        | Law & Order: Special Victims Unit                                | Detective Lennie Briscoe          | Jerry Orbach                  |                              |
| 2001             | Law & Order: Criminal Intent                                     | Detective Lennie Briscoe          | Jerry Orbach                  |                              |
| 2000             | Jackie Bouvier Kennedy Onassis                                   | Aristóteles Onassis               | Philip Baker Hall             | Telefilme                    |
| 2000             | Charmed                                                          | Dr. Jeffries                      | Milt Tarver                   | Temporada 2, episodio 42     |
| 2003–05          | Carnivàle                                                        | Samson                            | Michael J. Anderson           |                              |
| 2006             | The Ten Commandments                                             | Jethro                            | Omar Sharif                   | Miniserie                    |